# تپه سفید حصار
تپه سفید حصار مربوط به دوران‌های تاریخی پس از اسلام است و در شهرستان قروه، روستای تازه آباد واقع شده و این اثر در تاریخ ۲۵ اسفند ۱۳۷۹ با شمارهٔ ثبت ۳۵۹۴ به‌عنوان یکی از آثار ملی ایران به ثبت رسیده است.